# Eudarcia pagenstecherella
Eudarcia pagenstecherella är en fjärilsart som beskrevs av Jacob Hübner. Eudarcia pagenstecherella ingår i släktet Eudarcia och familjen äkta malar. Inga underarter finns listade i Catalogue of Life.